# Astragalus insignis
Astragalus insignis är en ärtväxtart som beskrevs av Nikolai Fedorovich Gontscharow. Astragalus insignis ingår i släktet vedlar, och familjen ärtväxter. Inga underarter finns listade i Catalogue of Life.